# بطولة الشطرنج الآسيوية للكبار
بطولة الشطرنج الآسيوية للكبار هي بطولة للشطرنج للكبار للرجال والنساء في آسيا وينظمها الإتحاد الآسيوي للشطرنج. عقدت الدورة الأولى في عام 2010 في لبنان.

## قائمة الفائزين
| # | السنة | المكان             | الفائز                                                         | الفائزة                   |
| - | ----- | ------------------ | -------------------------------------------------------------- | ------------------------- |
| 1 | 2010  | بيروت              | خسرو هرندي (IRI)                                               |                           |
| 2 | 2011  | بينتوتا            | مسعود أمير ساوادكوهي (IRI)                                     |                           |
| 3 | 2012  | باراماتا           | أنتوني بيتر لوكتميجر (AUS)                                     | Battsengel Shirchin (MGL) |
| 4 | 2013  | عمان               | بكر حافظ (JOR)                                                 |                           |
| 5 | 2014  | واسكادوا، كالوتارا | Baimurzin Aitkazy (KAZ) (50+) مسعود أمير ساوادكوهي (IRI) (65+) |                           |
| 6 | 2015  | لارستان            | محمود ودي (PAK) (50+) الوزير أحمد خان (IND) (65+)              | هيلين ميليغان (NZL) (50+) |

## روابط خارجية
- Complete standings on Chess-Results.com: 2010, 2011, 2012, 2015 50+, 2015 65+
- Results 2013 from ACF
- Results 2014 from Chessdom